# Glassheart (canción)
«Glassheart» es una canción grabada por la cantante y compositora británica Leona Lewis para su tercer álbum de estudio del mismo nombre (2012). La canción fue inicialmente escrita por Lewis y luego se le unió Ryan Tedder en su casa familiar en Denver, Colorado. Como él estaba experimentando un momento de tensión en su vida, Lewis quiso crear una pista de baile uptempo con Tedder ya que sintió que una balada lo haría más molesto. Fue coescrita por Lewis y Tedder junto a Brent Kutzle, Noel Zancanella, Justin Franks, Fis Shkreli y Peter Svensson. La producción de la canción estuvo a cargo de Tedder y Franks, con este último acreditado bajo su alias de producción de DJ Frank E. Fue coproducido por Zancanella, Kutzle y Shkreli.
«Glassheart» es una canción de baile de ritmo rápido que incorpora elementos del dubstep, grime y la música house. Líricamente, trata sobre la historia de una mujer que cuenta que su novio la va a dejar y por lo tanto se protege de sus emociones y su corazón se rompe. La canción recibió críticas positivas de los críticos de música, muchos de los cuales alabaron la dirección musical y su incorporación del dubstep. Tras el lanzamiento del álbum Glassheart, la canción debutó en el número veinte y siete de la lista UK Dance Songs del Reino Unido debido a las fuertes ventas de descargas digitales durante la primera semana de lanzamiento. Debutó en el número ciento sesenta y siete en la lista de sencillos del Reino Unido. Lewis presentó la canción en vivo durante la discoteca G-A-Y y una versión acústica en The Sun's Biz Sessions.

## Inspiración y desarrollo

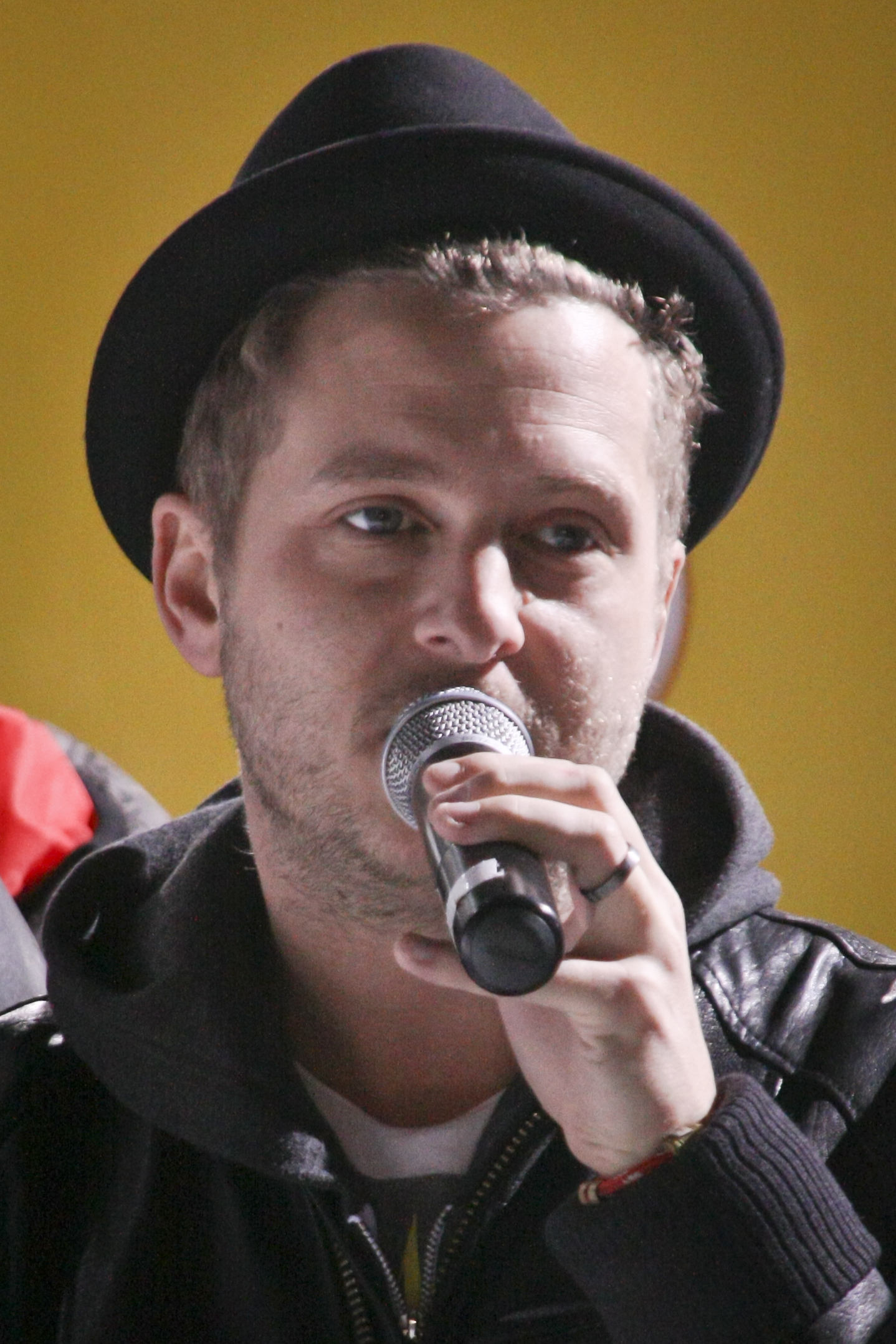
Ryan Tedder, autor principal de la canción.

Lewis y Ryan Tedder (en la foto) conceptualizaron la idea de «Glassheart» mientras que ella lo visitó en su casa en Denver, Colorado.
Según Lewis, la canción fue concebida cuando el cantante estaba experimentando un momento de tensión en su vida personal cuando visitó a su amigo y coescritor de la canción, Ryan Tedder, en Denver, Colorado. El objetivo del viaje era visitar a Tedder y su familia, así como concebir ideas y temas para el material que se incluirían en Glassheart. Lewis dijo que no quería cantar una balada que la hiciera "más triste", por lo que decidió trabajar en una canción de baile alegre. Ella le preguntó a Tedder:. "¿puedes darme una canción donde yo puedo bailar y saltar", a lo que respondió "¿Qué hay de esto?" mientras tocaba un ritmo que Lewis encontró "hipnótico". A pesar de estar en una forma cruda, Lewis estaba impresionada con el ritmo de la canción, y dijo: "¡Sí! Tenemos que hacer esto".
La colaboración con Tedder en el tercer álbum de Lewis, se convirtió en su tercer trabajo juntos. Primero colaboró en el álbum debut de Lewis, Spirit (2007), en las canciones «Bleeding Love» y «Take a Bow». Tedder también coescribió canciones para el segundo álbum de Lewis, Echo (2009), en las canciones «Happy», «You Don't Care» y «Lost then Found», una colaboración con el grupo de Tedder, OneRepublic. Además de la canción principal de Glassheart, Lewis y Tedder colaboraron en la canción «Favourite Scar».

## Recepción de la crítica
Jenna Hally Rubenstein para MTV Buzzworthy estuvo a favor de la canción, escribiendo que Lewis había "[subido] el musical a lo más alto". Rubenstein además alabó la inclusión del dubstep debido al hecho de que ella pensaba que nunca iba "usar las palabras 'dubstep' y 'Leona Lewis' en la misma frase". Caroline Sullivan de The Guardian describió la canción como "elevar el estado de ánimo con un ritmo de suciedad abrasiva". Mateo Horton para Virgin Media describe la canción como "inesperada ravey". Chris Smith de Yahoo! describió la canción como una curva y escribió que sentía que es "la primera y verdadera vía amistosa club de Lewis". Sam Lanksy para Idolator pensó que aunque la canción es muy amigable para la radio, no es "derivada".

## Presentaciones en vivo

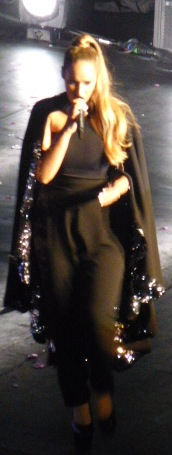
Lewis interpretando «Glassheart» en el Royal Albert Hall el 9 de mayo de 2013 durante la gira The Glassheart Tour.

Lewis debutó la canción en el club nocturno de Londres, GAY, el 5 de septiembre de 2011; Ella presentó la canción como parte de un Set-list junto con «Collide» y «Bleeding Love». El show consistió en una rutina de baile con algunos hombres parcialmente desnudos. Lewis lució un vestido negro y largo hasta la rodilla, con un emblema de corazón rojo a través de su pecho. Nadia Sam-Dalir para The Sun escribió que la cantante había "dejado su imagen recatada" a favor de "una rutina de baile rodeada de cuerpos desnudos." Luego de la liberación del álbum Glassheart en octubre de 2012, Lewis realizó una versión acústica de la canción como parte de otro mini set-list para el periódico británico The Sun en su sección Biz Sessions, que incluye las canciones, «Trouble», y un cover de Alex Clare en la canción «Too Close». La cantante presentó «Glassheart» en el concierto Art on Ice en Zúrich, Suiza, el 31 de enero de 2013. Entre mayo y abril de 2013 «Glassheart» se llevó a cabo como la décima sexta canción en la gira Europea de Lewis llamada The Glassheart Tour.

## Formatos
- Digitales

| Glassheart (Standard edition) |              |          |  |
| N.º                           | Título       | Duración |  |
| 1.                            | «Glassheart» | 3:56     |  |

| Glassheart (Deluxe Version – Disc 2) |                         |          |  |
| N.º                                  | Título                  | Duración |  |
| 1.                                   | «Glassheart» (Acoustic) | 3:56     |  |

| Glassheart (iTunes Store bonus video) |                         |          |  |
| N.º                                   | Título                  | Duración |  |
| 1.                                    | «Glassheart» (Acoustic) | 3:49     |  |

## Posicionamiento en las listas
Luego del lanzamiento del álbum, «Glassheart» debutó en el número veinte y siete de la UK Dance Songs, el 21 de octubre de 2012. Además durante la misma semana, debutó y alcanzó el número ciento sesenta y siete en la UK Singles Chart.

### Semanales
| Europa      |                  |     |        |
| Reino Unido | Top 75 canciones | 167 | [ 15 ] |
| Reino Unido | UK Dance Songs   | 27  | [ 14 ] |

## Créditos y personal
Grabación
- Grabado en Patriot Studios, Denver, Colorado; Westlake Recording Studios, Los Angeles, California; Side 3 Studios, Hollywood, California; Metropolis Studios, Londres Inglaterra.
- Mezclado en Ninja Beat Club, Atlanta, Georgia.
- Masterizado en CANTA Mastering, Atlanta, Georgia.

Personal
| - Cantautores - Ryan Tedder, Brent Kutzle, Noel Zancanella, Justin Franks, Fis Shkreli, Leona Lewis, Peter Svensson - Producción - DJ Frank E, Ryan Tedder - Coproducción - Noel Zancanella, Brent Kutzle, Fis Shkreli - Ingeniería - Smith Carlson, Mike Freesh, Sam Wheat - Asistente de Ingeniería - Tom Hough - Ingeniería adicional - Daniela Rivera - Mezcla - Phil Tan | - Masterización - Colin Leonard - Diseño de sonido - Fis Shkreli - Programación del tambor - Fis Shkreli, Trent Mazour, Mike Freesh - Guitarra - Trent Mazur - Bajo - Mike Freesh - Sintetizadores - Trent mazour, Mike Freesh - Toda la instrumentación adicional - Ryan Tedder |

Créditos adaptados de las notas de Glassheart.